# Valentina Moscatt
Valentina Moscatt (Venaria Reale, 16 de marzo de 1987) es una deportista italiana que compitió en judo.
En los Juegos Europeos de Bakú 2015 consiguió una medalla de bronce en la prueba por equipo.  Ganó una medalla de plata en el Campeonato Europeo de Judo de 2007, en la categoría de –48 kg.

## Palmarés internacional
| Juegos Europeos    | Juegos Europeos   | Juegos Europeos   | Juegos Europeos |
| Año                | Lugar             | Medalla           | Categoría       |
| ------------------ | ----------------- | ----------------- | --------------- |
| 2015               | Bakú (Azerbaiyán) | Medalla de bronce | Equipo          |
| Campeonato Europeo |                   |                   |                 |
| Año                | Lugar             | Medalla           | Categoría       |
| 2007               | Belgrado (Serbia) | Medalla de plata  | –48 kg          |